# チャチャイ・チオノイ
チャチャイ・チオノイ（Chartchai Chionoi、1942年10月10日 - 2018年1月21日）は、タイ王国の元プロボクサー。バンコク出身。元WBC・WBA世界フライ級王者。
ニックネームは「稲妻小僧」。自身が通ったボクシングジム移転に伴いチャチャイ・ラエムファバーとなった時期がある。

## 来歴
1957年、14歳でプロデビュー。2ラウンドノックアウト勝ち。賞金は50バーツ（当時レートで約850円）
1961年1月4日、日本の関光徳に判定で敗れる。関とは1962年4月24日にタイで再戦し、10回判定勝ちを収めた。
1962年9月22日、フィリピンのプリモ・ファミロに12回判定勝ちでOBF東洋フライ級王座を獲得。
1962年12月31日、後の世界王者海老原博幸と京都市の弥栄会館で対戦し、判定負け。
1963年7月7日、中村剛に判定負けでOBF王座陥落。東洋王座陥落後もフィリピン・イタリア、日本、フランスなど様々な選手との対戦をハイペースで重ねていった。地元タイでの試合もあったが、フィリピンや日本など、敵地での試合にも多く出場した。
1966年12月30日、55戦目でEBU・BBBofC・リングマガジン認定世界フライ級王者ウォルター・マグゴーワンに挑戦し、9回KO勝ちで王座を獲得した。
1968年1月28日、アラクラン・トーレスと対戦し、13回TKO勝ちで3度目の防衛に成功した。
1968年11月10日、バーナベ・ビラカンポと対戦し、15回判定勝ちで4度目の防衛に成功するとともに、空位のWBC世界フライ級王座を獲得した。
1969年2月23日、5度目の防衛戦でアラクラン・トーレスと再戦し、8回TKO負けで王座陥落。しかし、1970年3月20日に行われたラバーマッチで対戦し、判定勝ちで王座奪回を果たした。
1970年12月7日、初防衛戦でエルビト・サラバリアと対戦し、2回TKO負けで王座から陥落した。
1973年1月2日、WBA世界フライ級王者大場政夫に挑戦。12回KO負けで王座獲得ならず
。
1973年5月17日、大場の事故死によって空位となったWBA王座をフリッツ・シェルベットと争い、5回TKO勝ち。3回目の世界王座獲得となった。
1974年10月18日、3度目の防衛戦で花形進と対戦予定であったが、当日計量で体重超過となり王座を剥奪された。試合も6回TKO負けとなり、花形が新王者となった。
1975年8月16日の試合を最後に引退した。
晩年はパーキンソン病を患い、闘病生活を送っていたが、2018年1月21日、肺炎によりバンコクで死去した。75歳没。

## 獲得タイトル
- EBU・BBBofC・リングマガジン認定世界フライ級王座（防衛4度）
- WBC世界フライ級王座（防衛0度[1][2][3]）
- WBC世界フライ級王座（防衛0度）
- WBA世界フライ級王座（防衛2度）